# Vía verde Don Quijote
La Vía verde Don Quijote es un proyecto de vía verde que transitaría entre los municipios toledanos de Santa Cruz de la Zarza y Villacañas y que tendría una longitud de 42,7 km. Se corresponde con el trazado de la desaparecida línea Villacañas-Santa Cruz de la Zarza. Este proyecto pretende recuperar antiguos trazados ferroviarios dentro del Programa Vías Verdes, desarrollado por el Ministerio de Medio Ambiente de España, en colaboración con distintas instituciones. 

## Historia
Esta vía férrea forma parte de una serie de ferrocarriles militares que se construyeron durante la Guerra Civil con fines estratégicos, formando parte de la denominada «Vía Negrín», en memoria del presidente republicano Juan Negrín que la impulsó, cuyo trazado completo enlazaba Torrejón de Ardoz con Villacañas. El primer tramo Torrejón de Ardoz-Tarancón, conocido popularmente como el «Ferrocarril de los 40 días» en referencia a la rapidez con que discurrieron las obras (aunque en realidad fueron algo más de cien) cuando la batalla del Jarama interceptó el ferrocarril Madrid-Alicante entre las estaciones de Getafe y Ciempozuelos.
Tras el traslado del Gobierno de la II República a Valencia debido al asedio de Madrid es necesario establecer una comunicación alternativa entre ambas ciudades. El origen se situó en Torrejón de Ardoz aprovechando los primeros kilómetros del ferrocarril de vía estrecha de la azucarera de La Poveda hasta Mejorada del Campo, cuyo ancho obviamente se cambió para, desde allí, describir un trazado de nueva construcción hasta desembocar en plena vía de la línea de Cuenca a Valencia en las proximidades de la estación de Tarancón (lado Santa Cruz de la Zarza).
En un principio estaba previsto emplear la línea de Cuenca a Valencia pero fue necesario improvisar un nuevo enlace que uniera Tarancón con la línea de Alicante bordeando el frente de Madrid dado que el tramo Arguisuelas-Enguídanos no se finalizaría hasta 1947. El trazado definitivamente aprobado consistió en la conexión de Santa Cruz de la Zarza, municipio próximo a Tarancón (perteneciente a la línea de Cuenca) con Villacañas (perteneciente a la línea de Alicante), siendo aquel, el motivo de la construcción de este ferrocarril.
La infraestructura quedó concluida en 1938, pero con graves deficiencias para su explotación tanto por la precariedad de la plataforma como por la propia vía y por la rapidez con la que tuvo que construirse. Ante la falta de suministros provocada por la paralización de las fábricas, fue preciso desmantelar las vías de muchas estaciones y hacer uso del material levantado de la segunda vía del tramo Manzanares-Valdepeñas, obligando a tender las traviesas al doble de la distancia habitual. No se construyeron edificios en las estaciones sino que fueron suplidos por barracones con los elementos mínimos para su explotación, bajo mando militar hasta el final de la guerra.
En 1940, una vez finalizada la contienda, se decidió desmantelar el tramo Mejorada del Campo–Tarancón para aprovechar el material en la reconstrucción de otras líneas ferroviarias, muy maltrechas por la guerra.
En previsión de una explotación en el transporte de productos básicos como los cereales, vinos y aceites producidos en Castilla-La Mancha, el ferrocarril Villacañas-Santa Cruz de la Zarza logró librarse de este final y se encomienda el proyecto de reforma de la línea al ingeniero Juan Gil-Delgado Agreta.
En 1940 se diseñan los edificios de estaciones, muy similares al modelo unificado que el Ministerio de Obras Públicas había establecido en los años 30 para las líneas construidas por el Estado, aunque su ejecución hubo de esperar unos años ante la escasa disponibilidad de fondos, dada la situación de penuria del país en la postguerra.
El 21 de junio de 1943, el Consejo de Ministros aprobó el plan de renovación de la vía y rehabilitación de las estaciones de la línea, que sería complementado por otro para el asentamiento de la plataforma que se aprobó el 27 de noviembre de 1945.
Esta línea férrea fue inaugurada oficialmente el 17 de julio de 1954 con un tren TAF (Trenes Automotores Fiat), aunque los servicios comerciales se realizaron con el material a vapor inicialmente previsto. Estos servicios consistían en dos circulaciones por sentido; un tren Correo que efectuaba el trayecto Tarancón-Santa Cruz de la Zarza-Villacañas en 1h 40m (1h 45m en sentido inverso) y un Ómnibus que prolongaba su recorrido hasta Alcázar de San Juan, invirtiendo un tiempo total de 3h (3h 45m en el inverso). En el tramo Villacañas-Santa Cruz de la Zarza, los tiempos de viaje eran de 1h 17m, 1h 19m, 1h 40m y 1h 46m, respectivamente.
En 1961 se realiza la sustitución del vapor por material diésel, empleando automotores ligeros que sitúan los tiempos de viaje entre 1h 05m y 1h 12m. En sus últimos años en servicio, llegó a circular una composición por sentido entre Alcázar-Villacañas-Santa Cruz de la Zarza-Madrid, con enlace hasta Toledo.
En noviembre de 1965 se produjo el cierre definitivo de la línea dado que al tratarse de un ferrocarril secundario que interconectaba grandes líneas radiales, no cumplió las expectativas y fue desmantelado poco después.

## Objetivos
El objetivo de este proyecto es mantener el dominio público de las infraestructuras ferroviarias, fomentar actividades económicas y de creación de empleo en los municipios que atraviesa la Vía, favorecer la inversión y potenciar las iniciativas privadas y locales de forma ordenada, diversificar la oferta turística existente en la comarca incorporar las infraestructuras en desuso al equipamiento social, mediante su reutilización medioambiental y potenciar actividades ecoturísticas y educativas. 
También se pretende realizar un desbroce y retirada de vegetación, escarificado de la superficie a tratar, en las zonas en mal estado, extendido y compactación de una capa de zahorra de 15 cm de espesor, tratamiento superficial tanto de la capa de rodadura como del lateral para caminantes, perfilado y ejecución de cunetas, realización de una red de drenaje, señalización normalizada en todos los municipios implicados en el trazado e incremento de la seguridad, para evitar el paso indiscriminado de vehículos motorizados y mantener su estado, realizando un uso adecuado de la Vía.

## Trazado
La Vía verde Don Quijote beneficia a los pueblos de Santa Cruz de la Zarza, Villatobas y Lillo, dentro de la Mesa de Ocaña, y a los pueblos de Corral de Almaguer y Villacañas, por los que también transcurre el trazado de esta Vía.
Su trazado se interna por uno de los parajes de mayor valor ecológico de la Mesa de Ocaña e incluso de toda Castilla-La Mancha en el que abundan las perdices, palomas torcaces, liebres, conejos y otras especies de caza menor. La gran diversidad vegetal también le confiere a la zona un extraordinario valor ambiental: encinas, pino carrasco, chopos y alamedas localizados en zonas húmedas concretas, plantas aromáticas (como el tomillo o el romero), esparragueras, setas, etc.
El estado actual de esta Vía es de abandono total. Los carriles han sido levantados y el balastro, fundamentalmente cuarcita, ha sido retirado en algunos tramos para ser utilizado en los núcleos urbanos. Existen tres tramos de propiedad privada desde que RENFE los vendiera a sus antiguos propietarios en los que ha desaparecido por completo la vía para dejar paso a cultivos, pero existe la posibilidad de que la Vía verde discurra por un camino alternativo hasta que pueda volver a su trazado ferroviario original.
Las edificaciones y elementos ferroviarios se conservan también en muy mal estado, teniendo máximo interés, por la belleza e historia que encierra, la estación de Villatobas y la de Mudela (en el término municipal de Santa Cruz de la Zarza).

## Recorrido
En este paraje de gran atractivo ecológico y medioambiental, se encuentra una adaptación total del recorrido de 25 kilómetros para la realización de senderismo, cicloturismo, paseo ecuestre e incluso se puede descansar y disfrutar de la naturaleza en los distintos parajes que alberga la Vía Verde de Don Quijote.
En el trayecto se encuentran lugares de interés como son las cañadas paralelas a la vía, como la Cañada Real Soriana Oriental, un yacimiento arqueológico, encinares al margen de la vía, barracones militares, ruinas de antiguos elementos ferroviarios y una reproducción del fragmento del Quijote donde se menciona la Venta de Juan Cano.

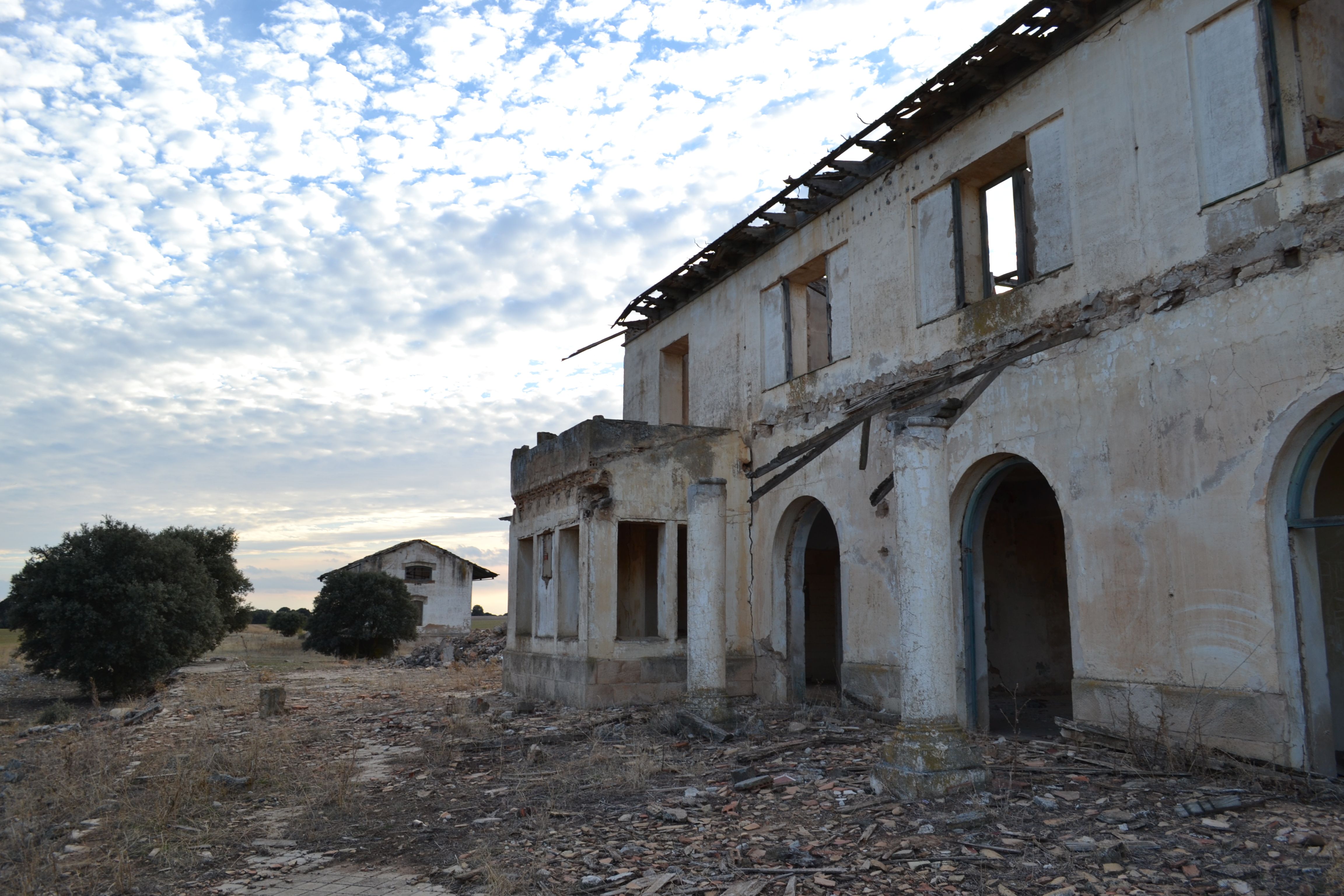
Estación de Mudela.

El punto kilométrico 0 se sitúa en el tramo que enlaza la vía actual de Aranjuez-Cuenca, en la localidad de Santa Cruz de la Zarza, en el que se ubica un portón que da inicio a la senda.
El punto kilométrico 3,8 pasa cerca de la Cañada de la Huerta Chacón, un paraje donde las personas suelen acudir a hacer senderismo.
En el punto kilométrico 4,5 se encuentra un antiguo depósito de agua de RENFE, que se utilizaba para cargar de agua las máquinas de vapor de los antiguos trenes que circulaban por la antigua vía de ferrocarril. El paisaje destaca por una encina centenaria que predomina en la explanada.
El punto kilométrico 5,3 alberga el paraje de Las Esperillas, un importante yacimiento arqueológico que se remonta a una necrópolis de la Edad de Hierro y posteriores restos romanos, entre ellos un templete en forma de H.
El punto kilométrico 6,1 conserva los cimientos de antiguos barracones militares construidos en piedra. La vegetación del entorno está compuesta por matorrales y encinas.
El punto kilométrico 10 esconde la antigua estación de ferrocarril de Villatobas, denominada Estación de Mudela. A pesar de su mal estado de conservación, sigue encerrando la belleza de las antiguas estaciones de ferrocarril españolas.
El punto kilométrico 14 alberga el edificio de la Venta de Juan Cano, una antigua hospedería que cuenta con gran valor histórico porque lo incluye Miguel de Cervantes en las andanzas de Don Quijote de La Mancha. Además, cerca de este paraje se sitúa la Calzada Romana.

## Servicios y equipamientos
A lo largo de toda la Vía existen paneles interpretativos que posibilitan un mejor conocimiento de los parajes y lugares de interés atravesados, como en las Cañadas próximas a la Vía, en los yacimientos arqueológicos como el de Las Esperillas (Santa Cruz de la Zarza) o Venta de Moros (Villatobas), accesos y aparcamientos a los dos extremos de la Vía desde la red de carreteras públicas. 
Se ha proyectado la construcción o rehabilitación de edificios existentes como áreas de descanso en zonas como la Huerta Chacón, la estación de Mudela o la Venta de Juan Cano (en Santa Cruz de la Zarza) o la antigua estación de Villatobas. También se ha realizado la reforestación de algunos tramos de la vía y realizado actuaciones complementarias de rehabilitación, construcción, restauración y desarrollo de actividades ligadas a los sectores de mantenimiento y vigilancia.
El uso previsto para esta Vía es el cicloturismo, senderismo y paseo a caballo.